# Eigentliche Streckerspinnen
Die Eigentlichen Streckerspinnen (Tetragnatha), auch einfach Streckerspinnen genannt, sind eine Gattung aus der Spinnenfamilie, die ebenfalls Streckerspinnen (Tetragnathidae) genannt wird. Sie umfassen weltweit 330 Arten. (Stand: Juni 2020)
Verwechslungsgefahr mit anderen Arten ihrer Familie besteht durch die unklare und uneinheitliche deutsche Namensgebung, da viele Arten häufig ebenso Streckerspinnen genannt werden.

## Verbreitung
Das Hauptverbreitungsgebiet sind die Tropen und Subtropen. In Europa sind nur wenige Arten verbreitet, die alle in Gewässernähe, in Mooren oder in feuchten Wäldern vorkommen. In den ausgedehnten Seengebieten und Bruchwäldern Nordostdeutschlands sind sie außerordentlich zahlreich.

## Beschreibung
Eigentliche Streckerspinnen haben einen länglichen und schmalen, bis stabförmigen Hinterleib (Opisthosoma). Sie strecken sich bei Gefahr aus und legen das vordere Beinpaar zusammen nach vorn und die hinteren nach hinten, so dass sie an Halmen, Blättern und Zweigen sehr gut getarnt sind. Viele Arten halten sich tagsüber an der Unterseite von Schilfblättern auf und sind daher nur sehr schwer zu entdecken.
Neben dieser Tarnung weisen sie noch eine andere Anpassung an ihre Lebensräume auf. Sie können z. B. die Oberflächenspannung des Wassers nutzen und im Notfall über das Wasser laufen, wie es auch die Gerandete Jagdspinne (Dolomedes fimbriatus) und einige Wolfsspinnen wie Pirata-Arten können. Wie andere Angehörige der Familie der Dickkieferspinnen bauen sie Radnetze mit offener Nabe.

## Fortpflanzung
Die Paarung der Eigentlichen Streckerspinnen erfolgt ähnlich wie bei vielen Echten Webspinnen. Zur Befüllung der Palpen webt das Männchen ein dreieckiges, horizontales Spermanetz. Zunächst werden auf der Oberseite des Spermanetzes Spermatropfen durch Wippen des Hinterleibes abgegeben. Anschließend klettert das Männchen auf die Unterseite des Netzes und befüllt seine Bulbi mit dem Sperma; wahrscheinlich mit Hilfe von Kapillarkräften. Die Palpen werden vorher eingespeichelt.

## Einheimische Arten und ihre Lebensräume
| Deutscher Name         | Wissenschaftlicher Name              | Verbreitung und Lebensraum |
| ---------------------- | ------------------------------------ | --- |
|                        | Tetragnatha dearmata Thorell, 1873   | holarktisch |
| Gemeine Streckerspinne | Tetragnatha extensa (Linnaeus, 1758) | holarktisch, Madeira; häufig; Kraut- und Strauchschicht, Küsten, Moore, frische Wiesen und Wälder, aber auch in Getreidefeldern.                  |
| Bergstreckerspinne     | Tetragnatha montana (Simon, 1874)    | paläarktisch; selten; an Seen und Mooren, in Schilfbeständen, Boden-, Kraut- und Strauchschicht.                                                  |
|                        | Tetragnatha nigrita Lendl, 1886      | paläarktisch |
|                        | Tetragnatha obtusa C. L. Koch, 1837  | paläarktisch; in Streuobstwiesen, mäßig trockenen bis feuchten Wäldern und ähnlichen Kulturbiotopen, häufig in der Kronenschicht der Bäume.       |
|                        | Tetragnatha pinicola L. Koch, 1870   | paläarktisch, aber bislang nur in Osteuropa und Skandinavien; in allen Straten nur selten am Boden, Wiesen, Wälder, besonders in Getreidefeldern. |
|                        | Tetragnatha reimoseri (Rosca, 1939)  | Osteuropa bis Berlin, Brandenburg und bis Vorpommern; in Schilfbeständen.                                                                         |

## Arten
Der World Spider Catalog listet für die Eigentlichen Streckerspinnen 336 Arten. (Stand: Dezember 2016)
| - Tetragnatha acuta Gillespie, 1992 - Tetragnatha aenea Cantor, 1842 - Tetragnatha aetherea (Simon, 1894) - Tetragnatha albida Gillespie, 1994 - Tetragnatha americana Simon, 1905 - Tetragnatha amoena Okuma, 1987 - Tetragnatha anamitica Walckenaer, 1841 - Tetragnatha andamanensis Tikader, 1977 - Tetragnatha andonea Lawrence, 1927 - Tetragnatha angolaensis Okuma & Dippenaar-Schoeman, 1988 - Tetragnatha anguilla Thorell, 1877 - Tetragnatha angulata Hogg, 1914 - Tetragnatha anuenue Gillespie, 2002 - Tetragnatha argentinensis Mello-Leitão, 1931 - Tetragnatha argyroides Mello-Leitão, 1945 - Tetragnatha armata Karsch, 1892 - Tetragnatha atriceps Banks, 1898 - Tetragnatha atristernis Strand, 1913 - Tetragnatha australis (Mello-Leitão, 1945) - Tetragnatha baculiferens Hingston, 1927 - Tetragnatha bandapula Barrion-Dupo, Barrion & Heong, 2013 - Tetragnatha beccarii Caporiacco, 1947 - Tetragnatha bemalcuei Mello-Leitão, 1939 - Tetragnatha bengalensis Walckenaer, 1841 - Tetragnatha bicolor White, 1841 - Tetragnatha bidentata Roewer, 1951 - Tetragnatha biseriata Thorell, 1881 - Tetragnatha bishopi Caporiacco, 1947 - Tetragnatha bituberculata L. Koch, 1867 - Tetragnatha boeleni Chrysanthus, 1975 - Tetragnatha bogotensis Keyserling, 1865 - Tetragnatha boninensis Okuma, 1981 - Tetragnatha boydi O. Pickard-Cambridge, 1898 - Tetragnatha brachychelis Caporiacco, 1947 - Tetragnatha branda Levi, 1981 - Tetragnatha brevignatha Gillespie, 1992 - Tetragnatha bryantae Roewer, 1951 - Tetragnatha caffra (Strand, 1909) - Tetragnatha cambridgei Roewer, 1942 - Tetragnatha caporiaccoi Platnick, 1993 - Tetragnatha caudata Emerton, 1884 - Tetragnatha caudicula (Karsch, 1879) - Tetragnatha caudifera (Keyserling, 1887) - Tetragnatha cavaleriei Schenkel, 1963 - Tetragnatha cephalothoracis Strand, 1906 - Tetragnatha ceylonica O. Pickard-Cambridge, 1869 - Tetragnatha chamberlini (Gajbe, 2004) - Tetragnatha chauliodus (Thorell, 1890) - Tetragnatha cheni Zhu, Song & Zhang, 2003 - Tetragnatha chinensis (Chamberlin, 1924) - Tetragnatha chrysochlora (Audouin, 1826) - Tetragnatha cladognatha Bertkau, 1880 - Tetragnatha clavigera Simon, 1887 - Tetragnatha cochinensis Gravely, 1921 - Tetragnatha coelestis Pocock, 1901 - Tetragnatha cognata O. Pickard-Cambridge, 1889 - Tetragnatha confraterna Banks, 1909 - Tetragnatha conica Grube, 1861 - Tetragnatha crassichelata Chrysanthus, 1975 - Tetragnatha cuneiventris Simon, 1900 - Tetragnatha cylindracea (Keyserling, 1887) - Tetragnatha cylindrica Walckenaer, 1841 - Tetragnatha cylindriformis Lawrence, 1952 - Tetragnatha dearmata Thorell, 1873 - Tetragnatha decipiens Badcock, 1932 - Tetragnatha delumbis Thorell, 1891 - Tetragnatha demissa L. Koch, 1872 - Tetragnatha dentatidens Simon, 1907 - Tetragnatha desaguni Barrion & Litsinger, 1995 - Tetragnatha determinata Karsch, 1892 - Tetragnatha digitata O. Pickard-Cambridge, 1899 - Tetragnatha eberhardi Okuma, 1992 - Tetragnatha elongata Walckenaer, 1841 - Tetragnatha elyunquensis Petrunkevitch, 1930 - Tetragnatha esakii Okuma, 1988 - Tetragnatha ethodon Chamberlin & Ivie, 1936 - Tetragnatha eumorpha Okuma, 1987 - Tetragnatha eurychasma Gillespie, 1992 - Tetragnatha exigua Chickering, 1957 - Tetragnatha exilima (Mello-Leitão, 1943) - Tetragnatha exquista Saito, 1933 - Tetragnatha extensa (Linnaeus, 1758) - Tetragnatha fallax Thorell, 1881 - Tetragnatha farri Chickering, 1962 - Tetragnatha filiciphilia Gillespie, 1992 - Tetragnatha filiformata Roewer, 1942 - Tetragnatha filigastra Mello-Leitão, 1943 - Tetragnatha filipes Schenkel, 1936 - Tetragnatha filum Simon, 1907 - Tetragnatha flagellans Hasselt, 1882 - Tetragnatha flava (Audouin, 1826) - Tetragnatha flavida Urquhart, 1891 - Tetragnatha fletcheri Gravely, 1921 - Tetragnatha foai Simon, 1902 - Tetragnatha foliferens Hingston, 1927 - Tetragnatha foveata Karsch, 1892 - Tetragnatha fragilis Chickering, 1957 - Tetragnatha franganilloi Brignoli, 1983 - Tetragnatha friedericii Strand, 1913 - Tetragnatha gemmata L. Koch, 1872 - Tetragnatha geniculata Karsch, 1892 - Tetragnatha gertschi Chickering, 1957 - Tetragnatha gibbula Roewer, 1942 - Tetragnatha gongshan Zhao & Peng, 2010 - Tetragnatha gracilis (Bryant, 1923) - Tetragnatha gracillima (Thorell, 1890) - Tetragnatha granti Pocock, 1903 - Tetragnatha gressitti Okuma, 1988 - Tetragnatha gressittorum Okuma, 1987 - Tetragnatha guatemalensis O. Pickard-Cambridge, 1889 - Tetragnatha gui Zhu, Song & Zhang, 2003 - Tetragnatha hamata Thorell, 1898 - Tetragnatha hasselti Thorell, 1890 - Tetragnatha hastula Simon, 1907 - Tetragnatha hawaiensis Simon, 1900 - Tetragnatha heongi Barrion & Barrion-Dupo, 2011 - Tetragnatha hirashimai Okuma, 1987 - Tetragnatha hiroshii Okuma, 1988 - Tetragnatha hulli Caporiacco, 1955 - Tetragnatha insularis Okuma, 1987 - Tetragnatha insulata Hogg, 1913 - Tetragnatha insulicola Okuma, 1987 - Tetragnatha intermedia Kulczyński, 1891 - Tetragnatha iriomotensis Okuma, 1991 - Tetragnatha irridescens Stoliczka, 1869 - Tetragnatha isidis (Simon, 1880) - Tetragnatha iwahigensis Barrion & Litsinger, 1995 - Tetragnatha jaculator Tullgren, 1910 - Tetragnatha javana (Thorell, 1890) - Tetragnatha jejuna (Thorell, 1897) - Tetragnatha josephi Okuma, 1988 - Tetragnatha jubensis Pavesi, 1895 - Tetragnatha kamakou Gillespie, 1992 - Tetragnatha kapua Gillespie, 2003 - Tetragnatha kauaiensis Simon, 1900 - Tetragnatha kea Gillespie, 1994 - Tetragnatha keyserlingi Simon, 1890 - Tetragnatha khanjahani Biswas & Raychaudhuri, 1996 - Tetragnatha kikokiko Gillespie, 2002 - Tetragnatha kiwuana Strand, 1913 - Tetragnatha klossi Hogg, 1919 - Tetragnatha kochi Thorell, 1895 - Tetragnatha kolosvaryi Caporiacco, 1949 - Tetragnatha kukuhaa Gillespie, 2002 - Tetragnatha kukuiki Gillespie, 2002 - Tetragnatha labialis Nicolet, 1849 - Tetragnatha laboriosa Hentz, 1850 - Tetragnatha lactescens (Mello-Leitão, 1947) - Tetragnatha laminalis Strand, 1907 - Tetragnatha lamperti Strand, 1906 - Tetragnatha lancinans Kulczyński, 1911 - Tetragnatha laochenga Barrion, Barrion-Dupo & Heong, 2013 - Tetragnatha laqueata L. Koch, 1872 - Tetragnatha latro Tullgren, 1910 - Tetragnatha lauta Yaginuma, 1959 - Tetragnatha lea Bösenberg & Strand, 1906 - Tetragnatha lena Gillespie, 2003 - Tetragnatha lepida Rainbow, 1916 - Tetragnatha levii Okuma, 1992 - Tetragnatha lewisi Chickering, 1962 - Tetragnatha limu Gillespie, 2003 - Tetragnatha linearis Nicolet, 1849 - Tetragnatha lineatula Roewer, 1942 - Tetragnatha linyphioides Karsch, 1878 - Tetragnatha llavaca Barrion & Litsinger, 1995 - Tetragnatha longidens Mello-Leitão, 1945 - Tetragnatha luculenta Simon, 1907 - Tetragnatha luteocincta Simon, 1908 - Tetragnatha mabelae Chickering, 1957 - Tetragnatha macilenta L. Koch, 1872 - Tetragnatha macracantha Gillespie, 1992 - Tetragnatha macrops Simon, 1907 - Tetragnatha maeandrata Simon, 1908 - Tetragnatha major Holmberg, 1876 - Tetragnatha maka Gillespie, 1994 - Tetragnatha makiharai Okuma, 1977 - Tetragnatha mandibulata Walckenaer, 1841 - Tetragnatha maralba Roberts, 1983 - Tetragnatha margaritata L. Koch, 1872 - Tetragnatha marginata (Thorell, 1890) - Tetragnatha marquesiana Berland, 1935 - Tetragnatha martinicensis Dierkens, 2011 - Tetragnatha mawambina Strand, 1913 - Tetragnatha maxillosa Thorell, 1895 - Tetragnatha mengsongica Zhu, Song & Zhang, 2003 - Tetragnatha mertoni Strand, 1911 - Tetragnatha mexicana Keyserling, 1865 - Tetragnatha micrura Kulczyński, 1911 - Tetragnatha minitabunda O. Pickard-Cambridge, 1872 - Tetragnatha modica Kulczyński, 1911 - Tetragnatha mohihi Gillespie, 1992 - Tetragnatha montana Simon, 1874 - Tetragnatha monticola Okuma, 1987 - Tetragnatha moua Gillespie, 2003 - Tetragnatha moulmeinensis Gravely, 1921 - Tetragnatha multipunctata Urquhart, 1891 - Tetragnatha nana Okuma, 1987 - Tetragnatha nandan Zhu, Song & Zhang, 2003 - Tetragnatha necatoria Tullgren, 1910 - Tetragnatha nepaeformis Doleschall, 1859 - Tetragnatha nero Butler, 1876 - Tetragnatha netrix Simon, 1900 - Tetragnatha nigricans Dalmas, 1917 - Tetragnatha nigrigularis Simon, 1898 - Tetragnatha nigrita Lendl, 1886 - Tetragnatha niokolona Roewer, 1961 - Tetragnatha nitens (Audouin, 1826) - Tetragnatha nitidiuscula Simon, 1907 - Tetragnatha nitidiventris Simon, 1907 - Tetragnatha notophilla Boeris, 1889 - Tetragnatha noumeensis Berland, 1924 - Tetragnatha novia Simon, 1901 - Tetragnatha nubica Denis, 1955 - Tetragnatha obscura Gillespie, 2002 - Tetragnatha obscuriceps Caporiacco, 1940 - Tetragnatha obtusa C. L. Koch, 1837 - Tetragnatha oculata Denis, 1955 - Tetragnatha okumae Barrion & Litsinger, 1995 - Tetragnatha olindana Karsch, 1880 - Tetragnatha oomua Gillespie, 2003 - Tetragnatha oreobia Okuma, 1987 - Tetragnatha orizaba (Banks, 1898) - Tetragnatha oubatchensis Berland, 1924 - Tetragnatha palikea Gillespie, 2003 - Tetragnatha pallescens F. O. Pickard-Cambridge, 1903 - Tetragnatha pallida O. Pickard-Cambridge, 1889 - Tetragnatha paludicola Gillespie, 1992 - Tetragnatha paludis Caporiacco, 1940 - Tetragnatha panopea L. Koch, 1872 - Tetragnatha papuana Kulczyński, 1911 - Tetragnatha paradisea Pocock, 1901 - Tetragnatha paradoxa Okuma, 1992 - Tetragnatha paraguayensis (Mello-Leitão, 1939) - Tetragnatha parva Badcock, 1932 - Tetragnatha parvula Thorell, 1891 - Tetragnatha paschae Berland, 1924 - Tetragnatha perkinsi Simon, 1900 - Tetragnatha perreirai Gillespie, 1992 - Tetragnatha peruviana Taczanowski, 1878 - Tetragnatha petrunkevitchi Caporiacco, 1947 - Tetragnatha phaeodactyla Kulczyński, 1911 - Tetragnatha pilosa Gillespie, 1992 - Tetragnatha pinicola L. Koch, 1870 - Tetragnatha piscatoria Simon, 1898 - Tetragnatha planata Karsch, 1892 - Tetragnatha plena Chamberlin, 1924 - Tetragnatha polychromata Gillespie, 1992 - Tetragnatha praedonia L. Koch, 1878 - Tetragnatha priamus Okuma, 1987 - Tetragnatha protensa Walckenaer, 1841 - Tetragnatha pseudonitens Barrion, Barrion-Dupo & Heong, 2013 - Tetragnatha puella Thorell, 1895 - Tetragnatha pulchella Thorell, 1877 - Tetragnatha punua Gillespie, 2003 - Tetragnatha quadrinotata Urquhart, 1893 - Tetragnatha quasimodo Gillespie, 1992 - Tetragnatha quechua Chamberlin, 1916 - Tetragnatha radiata Chrysanthus, 1975 - Tetragnatha ramboi Mello-Leitão, 1943 - Tetragnatha rava Gillespie, 2003 - Tetragnatha reimoseri (Rosca, 1939) - Tetragnatha reni Zhu, Song & Zhang, 2003 - Tetragnatha restricta Simon, 1900 - Tetragnatha retinens Chamberlin, 1924 - Tetragnatha rimandoi Barrion, 1998 - Tetragnatha rimitarae Strand, 1911 - Tetragnatha riparia Holmberg, 1876 - Tetragnatha riveti Berland, 1913 - Tetragnatha roeweri Caporiacco, 1949 - Tetragnatha rossi Chrysanthus, 1975 - Tetragnatha rouxi (Berland, 1924) - Tetragnatha rubriventris Doleschall, 1857 - Tetragnatha scopus Chamberlin, 1916 - Tetragnatha serra Doleschall, 1857 - Tetragnatha shanghaiensis Strand, 1907 - Tetragnatha shinanoensis Okuma & Chikuni, 1978 - Tetragnatha shoshone Levi, 1981 - Tetragnatha sidama Caporiacco, 1940 - Tetragnatha signata Okuma, 1987 - Tetragnatha similis Nicolet, 1849 - Tetragnatha simintina Roewer, 1961 - Tetragnatha sinuosa Chickering, 1957 - Tetragnatha sobrina Simon, 1900 - Tetragnatha sociella Chamberlin, 1924 - Tetragnatha squamata Karsch, 1879 - Tetragnatha stelarobusta Gillespie, 1992 - Tetragnatha stellarum Chrysanthus, 1975 - Tetragnatha sternalis Nicolet, 1849 - Tetragnatha stimulifera Simon, 1907 - Tetragnatha straminea Emerton, 1884 - Tetragnatha strandi Lessert, 1915 - Tetragnatha streichi Strand, 1907 - Tetragnatha striata L. Koch, 1862 - Tetragnatha subclavigera Strand, 1907 - Tetragnatha subesakii Zhu, Song & Zhang, 2003 - Tetragnatha subextensa Petrunkevitch, 1930 - Tetragnatha subsquamata Okuma, 1985 - Tetragnatha suoan Zhu, Song & Zhang, 2003 - Tetragnatha sutherlandi Gravely, 1921 - Tetragnatha tahuata Gillespie, 2003 - Tetragnatha tanigawai Okuma, 1988 - Tetragnatha tantalus Gillespie, 1992 - Tetragnatha taylori O. Pickard-Cambridge, 1891 - Tetragnatha tenera Thorell, 1881 - Tetragnatha tenuis O. Pickard-Cambridge, 1889 - Tetragnatha tenuissima O. Pickard-Cambridge, 1889 - Tetragnatha tincochacae Chamberlin, 1916 - Tetragnatha tipula (Simon, 1894) - Tetragnatha tonkina Simon, 1909 - Tetragnatha torrensis Schmidt & Piepho, 1994 - Tetragnatha trichodes Thorell, 1878 - Tetragnatha tristani Banks, 1909 - Tetragnatha trituberculata Gillespie, 1992 - Tetragnatha tropica O. Pickard-Cambridge, 1889 - Tetragnatha tuamoaa Gillespie, 2003 - Tetragnatha tullgreni Lessert, 1915 - Tetragnatha uluhe Gillespie, 2003 - Tetragnatha uncifera Simon, 1900 - Tetragnatha unicornis Tullgren, 1910 - Tetragnatha valida Keyserling, 1887 - Tetragnatha vermiformis Emerton, 1884 - Tetragnatha versicolor Walckenaer, 1841 - Tetragnatha virescens Okuma, 1979 - Tetragnatha viridis Walckenaer, 1841 - Tetragnatha viridorufa Gravely, 1921 - Tetragnatha visenda Chickering, 1957 - Tetragnatha waikamoi Gillespie, 1992 - Tetragnatha yalom Chrysanthus, 1975 - Tetragnatha yesoensis Saito, 1934 - Tetragnatha yinae Zhao & Peng, 2010 - Tetragnatha yongquiang Zhu, Song & Zhang, 2003 - Tetragnatha zangherii (Caporiacco, 1926) - Tetragnatha zhangfu Zhu, Song & Zhang, 2003 - Tetragnatha zhaoi Zhu, Song & Zhang, 2003 - Tetragnatha zhaoya Zhu, Song & Zhang, 2003 - Tetragnatha zhuzhenrongi Barrion, Barrion-Dupo & Heong, 2013 |